# The New Guy
The New Guy (Österreich: The New Guy – Auf die ganz coole Tour) ist eine US-amerikanische Komödie, des Regisseurs Ed Decter aus dem Jahr 2002, mit DJ Qualls und Eliza Dushku in den Hauptrollen und Eddie Griffin in einer Nebenrolle.

## Handlung
Der Film beginnt mit dem Strafgefangenen Luther, der die Geschichte von Dizzy Gillespie Harrison, einem Nerd und Highschool-Schüler erzählt.
Dizzy ist – wie seine Freunde – auf der Rocky Creek High School sehr unbeliebt und wird von seinen Mitschülern gemobbt, vor allem aber vom Star-Footballspieler Barclay. Daraufhin setzt er alles daran, von der Schule zu fliegen, um an einer anderen Schule neu anzufangen. Nach einem peinlichen Auftritt vor seinen Mitschülern wird Dizzy zum einen von der Schule verwiesen und zum anderen landet er auch für ein paar Tage im Gefängnis. Im Gefängnis trifft Dizzy auf Luther, der ihm hilft aus seiner Opferrolle zu entfliehen und „cool“ zu werden. Nach seiner Entlassung verlässt er seine alte Highschool und wechselt auf die East Highland High unter seinem neuen Namen, Gil Harris.
An seinem ersten Tag wird er von einem Gefangenentransporter an der Schule abgesetzt, gerät mit Connor aneinander und geht dabei als Sieger hervor. Nach dieser Aktion wird er von der Cheerleaderin Danielle als Neuer auf der Schule willkommen geheissen. In der Zwischenzeit versucht Connor etwas über die Vergangenheit von Dizzy herauszufinden. Anschließend führt ausgerechnet Dizzy das demotivierte Footballteam der Schule auf die Siegerstraße und wird danach vom Coach und dem Schuldirektor mit der Planung für den Homecoming-Ball beauftragt. Mit dem Sieg liegen ihm nicht nur die Frauen, sondern auch die Sportler zu Füßen. Dizzy legt nach und nach sein Badboy-Image ab und setzt sich für die vermeintlich Schwächeren ein. Er bringt die Schüler dazu, sich gegenseitig zu helfen und zu akzeptieren.
Im Spiel gegen seine alte Schule gewinnt seine Mannschaft, er wird dabei aber von Barclay erkannt. Tags darauf will Barclay den Schülern der East Highland zeigen, wer er wirklich ist, wird aber von Dizzys neuen Freunden überwältigt. Als die Masse verschwindet, hilft Connor dem geschlagenen Barclay und lässt sich erzählen, wer Dizzy wirklich ist.
Beim Homecoming-Ball tritt Dizzy mit seiner Funk-Band auf, wird aber durch die Schüler der Rocky Creek gestoppt. Dabei spielen Barclay und Connor das Video über seinen peinlichen Auftritt ab und entlarven ihn als Versager. Alle Schüler sind nun gegen Dizzy, doch er bekommt Unterstützung von den Gefängnisinsassen und deren Wärtern, die Connor und Barclay knebeln. Danielle teilt Dizzy mit, dass sie früher auch gehänselt wurde und erst nach der Pubertät Freunde gefunden hat. Nach einem Kuss kehren sie in die Sporthalle zurück und der Vorhang der Bühne wird geöffnet. Dabei sind Connor und Barclay wie Dizzy damals auf der Rocky Creek High School in derselben peinlichen Situation.
In der Schlussszene sieht man, dass Luther die Geschichte von Dizzy David Hasselhoff erzählt.

## Produktion
Der Film ist eine Koproduktion der Firmen Revolution Studios, Bedlam Pictures und Frontier Pictures. Das Budget für den Film betrug 13 Millionen US-Dollar, am Startwochenende erzielte The New Guy ein Einspielergebnis von neun Millionen und das weltweite Gesamteinspielergebnis liegt bei über 28 Millionen Dollar. Sony Pictures Entertainment besitzt die Verleihrechte und vertrieb den Film über die Tochtergesellschaften Columbia TriStar Films und Columbia TriStar Home Video. Für den deutschen DVD-Markt ist Universal Pictures tätig.

### Dreh
Die Dreharbeiten fanden vom 23. Oktober 2000 bis zum 12. Januar 2001 statt. Als Drehorte dienten die Städte Austin, San Marcos und die Southwest Texas State University im Bundesstaat Texas, für Außenaufnahmen nutzte man auch das St. Regis Hotel im New Yorker Stadtteil Manhattan. Zusätzliche Innenaufnahmen entstanden in den Austin Studios und dem Driskell Hotel in Austin.

## Kritiken
„Durchschnittliche Teenager-Komödie, die sich zu sehr auf billige Gags konzentriert, statt die im Grunde funktionstüchtige Geschichte nachhaltig zu entwickeln.“

## Trivia
In diesem Film sind Schauspieler in Cameo-Auftritte zu sehen, die Brüder Jerry und Charlie O’Connell, Tony Hawk bei einer Party und bei einem Footballspiel, Tommy Lee beim Homecomingball, Gene Simmons als Reverend, Vanilla Ice als Angestellter im Musikladen, Horatio Sanz als Tanzlehrer und in Archivaufnahmen ist James Brown zu sehen. In weiteren Gastauftritten sind Henry Rollins und David Hasselhoff zu sehen.
- Beim letzten Spiel stürmen die Spieler und Fans wie in Braveheart zur Tribüne bzw. zum Spielfeld. Dabei sind Fans und Spieler mit derselben Gesichtsbemalung wie im Film zu sehen. DJ Qualls ist zusätzlich wie Mel Gibson als William Wallace gekleidet und wirft vor dem Sprint das Schwert auf das Feld.
- In seiner Ansprache an das Footballteam tritt er als General Patton auf, was einen Bezug zum Film Patton – Rebell in Uniform aus dem Jahr 1970 darstellt.
- Dizzy wird wie die Schwerverbrecher Garland Greene (verkörpert durch Steve Buscemi) im Film Con Air bzw. Dr. Hannibal Lecter (Anthony Hopkins) in Das Schweigen der Lämmer zur Schule gebracht.
- In Dialogen wird sich auf Pearl Harbor und Fight Club bezogen.
- Im Plattenladen sind die Filme The Doors, Nightmare Before Christmas, Boogie Nights und Arielle, die Meerjungfrau 2 – Sehnsucht nach dem Meer zu sehen.
- Kirk trägt ein EverQuest T-Shirt und erwähnt es in einem Gespräch, woraufhin er die Aussage erhält: „We're not playing Everquest, Kirk, we're on planet Earth.“ (zu deutsch: „Wir sind hier nicht bei Everquest, Kirk, sondern befinden uns auf der Erde.“)
- Als Dizzy ins Gefängnis muss und das erste Mal mit Luther spricht, ist hinter Luther ein Black-Flag-Symbol an der Wand zu sehen.
- Das Sprechzimmer der Schulpsychologin an der ersten High School existierte nicht und wurde extra in der Eingangshalle eingerichtet.

## Veröffentlichungen
Am 7. Mai 2002 feierte The New Guy in den US-amerikanischen Kinos Premiere, bevor drei Tage später in den Kinos anlief. In Deutschland lief der Film am 31. Oktober 2002 in den Kinos an, bevor er am 11. Dezember des gleichen Jahres in Norwegen Video-Premiere hatte. Am 14. Januar 2003 hatte The New Guy in Argentinien Video-Premiere und am 11. Februar erschien der Film in den Niederlanden direkt auf DVD.
Die deutsche Free-TV-Premiere erfolgte am 21. Dezember 2005 auf ProSieben. Insgesamt sahen 1,03 Millionen Zuschauer den Film, was einem Gesamtmarktanteil von 3,3 Prozent entspricht. In der werberelevanten Zielgruppe waren es 900.000 Zuschauer bei 6,7 Prozent Marktanteil.

## Soundtrack
1. „The New Guy“ by Mystikal
2. „I’m Just a Kid“ by Simple Plan
3. „You Really Got Me“ by Eve 6
4. „Keep the Party Goin'“ by Juvenile
5. „So Fresh, So Clean“ by OutKast
6. „Outsider“ by Green Day
7. „Uh Huh“ by B2K
8. „So Dizzy“ by Rehab
9. „Breakout“ by OPM
10. „Dark Side“ by Wheatus
11. „I Love You“ by Nine Days
12. „Heart in Hand“ by Vertical Horizon
13. „Hi-Lo“ by JT Money
14. „Let It Whip“ by SR-71

Weitere Lieder kamen ebenfalls im Film vor:
- „Call Me Super Bad“ by James Brown
- „Action Figure Party“ by Action Figure Party
- „(Rock) Superstar“ by Cypress Hill
- „Click Click Boom“ by Saliva
- „Boléro“ by Hungarian State Orchestra
- „The Good, The Bad and The Ugly“ by Ennio Morricone
- „In the Air Tonight“ by Phil Collins
- „Also Sprach Zarathustra“ by Interstellar Force
- „Dammit, I Changed Again“ by The Offspring
- „Bounce“ by Glo & Eklips
- „She’s a Bad Mama Jama (She’s Built, She’s Stacked)“ by Carl Carlton
- „The Battle Hymn of the Republic“ by St. John’s Cathedral Choirs and Festival Orchestra
- „Lookin’ For Love“ by Johnny Lee
- „Girl All the Bad Guys Want“ by Bowling for Soup
- „New Religion Every Day“ by American Steel
- „Soar“ by All Too Much
- „The New You“ by Laptop
- „The Anthem“ by Good Charlotte